# Trosna (stacja kolejowa)
Trosna (ros. Тросна) – stacja kolejowa w miejscowości Trosna, w rejonie żukowskim, w obwodzie briańskim, w Rosji. Położona jest na linii Briańsk – Smoleńsk.

## Historia
Stacja powstała w XIX w. na drodze żelaznej orłowsko-witebskiej pomiędzy stacjami Rżanica i Żukowka.